# Leptophyes festae
Leptophyes festae är en insektsart som beskrevs av Giglio-tos 1893. Leptophyes festae ingår i släktet Leptophyes och familjen vårtbitare. Inga underarter finns listade i Catalogue of Life.